# Lars Lamberg
Lars Henrik Gustav Lamberg, född 25 februari 1939 i Jönåker, Södermanlands län, död 19 oktober 2021 i Jönåker, var en svensk lantbrukare och företagsledare. Han var styrelseordförande för Arla från 1989 till 2000 när Arla fusionerades med den danska motsvarigheten MD Foods amba och sedan mellan 2000 och 2003 för det nya kombinerade företaget, Arla Foods amba. Han satt även som ledamot i styrelserna för branschorganisationen Svenska Mjölkproducenternas Riksförening (i dag ingår den i Svensk Mjölk) och affärsbanken Föreningsbanken.
Lamberg ägde Råsta gård i Jönåker i Nyköpings kommun. Lars var gift med Barbro Birgitta Lamberg, född 27 maj 1940, död 1 februari 2023. 